# Kostel
Kostel je naselje v Občini Kostel. Skoraj vsa vas leži znotraj obzidja srednjeveškega gradu Kostel, ki dominira na griču nad dolino Kolpe. Naselje se deli na Gornji Trg, ki leži v grajskem obzidju, in na Dolnji Trg na severnem pobočju griča. V Gornjem Trgu stoji podružnična cerkev, posvečena sv. Trem kraljem.
Na območju trga so odkrili ostanke naselbine iz bronaste dobe. Naselje je nastalo skupaj z gradom, ki se prvič omenja leta 1336. Pozneje je dobilo trške pravice, v 16. stoletju pa so ga obdali z obzidjem. Leta 1809 je trg z gradom vred požgala francoska vojska.
Trško naselje, grad, cerkev in arheološko najdišče so zaščiteni kot spomeniki državnega pomena.